# Dahlia hjertingii
Dahlia hjertingii là một loài thực vật có hoa trong họ Cúc. Loài này được H.V.Hansen & P.D.Sørensen mô tả khoa học đầu tiên năm 2003.